# Prime (album)
Pour les articles homonymes, voir Prime.
Albums de Franglish
Glish
(2022) Aura x G-Wave
(2025)
Prime est le quatrième album de Franglish sorti le 16 février 2024.

## Liste des pistes
Toutes les paroles sont écrites par Franglish.
| 1.  | Intro              | Max & Seny                                | 3:00 |
| 2.  | DMV                | Shiruken Music                            | 3:01 |
| 3.  | Madre Mia          | Seysey, Le Marabout, Kan, Zafy, Yna Beats | 3:22 |
| 4.  | Position           | Max & Seny                                | 2:21 |
| 5.  | OMG/BLV            | Le Marabout, Yna Beats                    | 3:19 |
| 6.  | Confession         | Le Marabout, Kan, Zafy, Yna Beats         | 3:30 |
| 7.  | Terrain            | Seezy, Zeg P, Nate                        | 3:08 |
| 8.  | Jamais solo        | StillNaS                                  | 3:15 |
| 9.  | Si t'es pas là     | StillNaS, BGRZ                            | 3:17 |
| 10. | Ouais X4 / Wake Up | Nate, StillNaS, Seezy, Zeg P              | 4:32 |
| 11. | Goodbye            | Max & Seny                                | 3:28 |
| 12. | Outro (3H du mat)  | StillNaS                                  | 1:37 |

| 13. | Solide | StillNaS, BGRZ, Max & Seny | 2:15 |
| 14. | Shake  | BGRZ                       | 2:51 |

## Clips vidéos
- Si t'es pas là : 26 janvier 2024
- Position : 6 mars 2024
- Solide : 5 juillet 2024
- Shake : 2 août 2024
- Madre Mia / Wake Up : 15 novembre 2024
- Confession : 29 novembre 2024

## Titres certifiés en France
- Position  Diamant[2]
- Si t'es pas là  Or[3]

## Certifications et classements

### Classements
| Classement (2024)            | Meilleure position |
| ---------------------------- | ------------------ |
| Belgique (Wallonie Ultratop) | 39                 |
| France (SNEP)                | 9                  |
| Suisse (Schweizer Hitparade) | 49                 |

### Certifications et ventes
| Région        | Certification | Ventes/Streams |
| ------------- | ------------- | -------------- |
| France (SNEP) | Or            | 50 000         |